# 6-я бригада морской пехоты Балтийского флота
6-я бригада морской пехоты — формирование сил (соединение, бригада морской пехоты) ВМФ ВС Союза ССР, в Великой Отечественной войне.
Сокращённое действительное наименование, применяемое в документах — 6 брмп.

## История
Сформирована за счёт личного состава Балтийского флота ВМФ ВС Союза по решению Военного Совета Ленинградского фронта, от 12 сентября 1941 года. 1-й и 2-й батальоны бригады формировались за счёт личного состава кораблей и курсантов Учебного отряда Балтийского флота и Военно-Медицинского училища в Кронштадте, 3-й стрелковый батальон и остальные формирования — за счёт Ленинградского флотского полуэкипажа в Ленинграде.
В составе действующей армии во время Великой Отечественной войны с 16 сентября 1941 года по 16 мая 1943 года.
17 сентября 1941 года заняла позиции на второй линии обороны на восточной окраине Ленинграда на участке, протяжённостью 12 километров , между железнодорожными путями Октябрьской и Витебской железных дорог, занимает оборону и строит оборонительные сооружения совместно с 6-й дивизией народного ополчения. Находится там до 30 сентября 1941 года, после чего с 1 октября 1941 года, после сосредоточения в Автово, получила задачу наступать, вдоль Петергофского шоссе на Урицк.
В безуспешных наступательных боях на Петергофском шоссе несёт тяжёлые потери. В ночь с 2 на 3 октября 1941 года высаживает десант у завода Пишмаш в количестве 223 человек, более половины десанта было уничтожено. К 6 октября 1941 года бригада смогла обойти Урицк с севера и начала наступление на Урицк и деревню Ивановка, с правого фланга обстреливаемая с передовой немецких войск. 10 октября 1941 года удалось взять Ивановку и выйти к северным окраинам Урицка. В ночь с 15 на 16 октября 1941 года бригада передала позиции 3-му стрелковому полку 56-й стрелковой дивизии и была отведена в Рыбацкое на отдых и доукомплектование.
С 28 октября 1941 года по 1 ноября 1941 года переброшена судами Ладожской флотилии на восточный берег Ладожского озера в район мыса Песоцкий. 2 ноября 1941 года бригада двумя батальонами заняла позиции у деревень Заречье и Замошье в 30 — 35 километрах к югу от Волхова, а 2-й батальон, временно переданный 4-й армии — на противоположном берегу Волхова. Ведёт бои под Волховым, отходя к городу, несёт тяжёлые потери, была пополнена 600 матросами из Ленинграда, переброшенными самолётами. В конце ноября 1941 года бригада окончательно смогла закрепиться в 6 километрах южнее города Волхов.
Из воспоминаний командира взвода бригады А. Яковлева о боях бригады под Волховом:

Немцы были так удивлены, растеряны. Они знали по их разведке вчерашней, что тут стоит воинская часть, обыкновенная, нормальная пехотная. И вдруг выкатывается волна матросов в матросской одежде, бушлат, «полундра!». И пошло дальше, рассказывать нечего. У нас процентов 50 погибло и у них...
 В плен немцы не брали, мы тоже не брали. Кроме случаев, когда уж очень настаивал начальник особого отдела бригады.— Сайт солдат ру.
26 ноября 1941 года остатки бригады были выведены из боя но уже 27 ноября 1941 года бригада была переброшена в район деревень Новый Быт, Пурово (район Войбокало) и в течение двух суток наступала оттуда на деревню Залесье. С 1 декабря 1941 года вместе с 80-й и 311-й стрелковыми дивизиями окружает и уничтожает группировку противника в районе деревни Шум, затем наступает в направлении Овдокало — Опсало, участвовала в освобождении деревень Падрило, Малой Влои, Большой Влои, Ляхово. С 26 декабря 1941 года бригада действует в тылу противника с задачей перерезать дороги, ведущие от Малуксы, действует в тылу в течение двух недель, после выхода была пополнена, в частности в бригаду прибыл сводный батальон 4-й бригады морской пехоты. С 10 февраля 1942 года бригада ведёт наступление в районе Погостья, только к 22 марта 1942 года с тяжелейшими боями выйдя в район Виняголово, где вплоть до 14 апреля 1942 года пытается прорвать оборону противника и сама была вынуждена перейти к обороне. К 28 февраля 1942 года в бригаде насчитывалось всего 30 активных штыков.
Ведёт бои в том районе вплоть до переформирования весной 1943 года. 16 мая 1943 года обращена на сформирование 138-й стрелковой дивизии.

## В составе
| Дата            | Фронт (округ)                                              | Армия      | Корпус (группа) | Примечания |
| --------------- | ---------------------------------------------------------- | ---------- | --------------- | ---------- |
| 01.10.1941 года | Ленинградский фронт                                        | 42-я армия | -               | -          |
| 01.11.1941 года | Ленинградский фронт                                        | 42-я армия | -               | -          |
| 01.12.1941 года | Ленинградский фронт                                        | 54-я армия | -               | -          |
| 01.01.1942 года | Ленинградский фронт                                        | 54-я армия | -               | -          |
| 01.02.1942 года | Ленинградский фронт                                        | 8-я армия  | -               | -          |
| 01.03.1942 года | Ленинградский фронт                                        | 54-я армия | -               | -          |
| 01.04.1942 года | Ленинградский фронт                                        | 8-я армия  | -               | -          |
| 01.05.1942 года | Ленинградский фронт (Группа войск Волховского направления) | 54-я армия | -               | -          |
| 01.06.1942 года | Ленинградский фронт (Волховская группа войск)              | 54-я армия | -               | -          |
| 01.07.1942 года | Волховский фронт                                           | 54-я армия | -               | -          |
| 01.08.1942 года | Волховский фронт                                           | 54-я армия | -               | -          |
| 01.09.1942 года | Волховский фронт                                           | 54-я армия | -               | -          |
| 01.10.1942 года | Волховский фронт                                           | 54-я армия | -               | -          |
| 01.11.1942 года | Волховский фронт                                           | 54-я армия | -               | -          |
| 01.12.1942 года | Волховский фронт                                           | 54-я армия | -               | -          |
| 01.01.1943 года | Волховский фронт                                           | 54-я армия | -               | -          |
| 01.02.1943 года | Волховский фронт                                           | 54-я армия | -               | -          |
| 01.03.1943 года | Волховский фронт                                           | 54-я армия | -               | -          |
| 01.04.1943 года | Волховский фронт                                           | 54-я армия | -               | -          |
| 01.05.1943 года | Волховский фронт                                           | 54-я армия | -               | -          |

## Состав
- управление

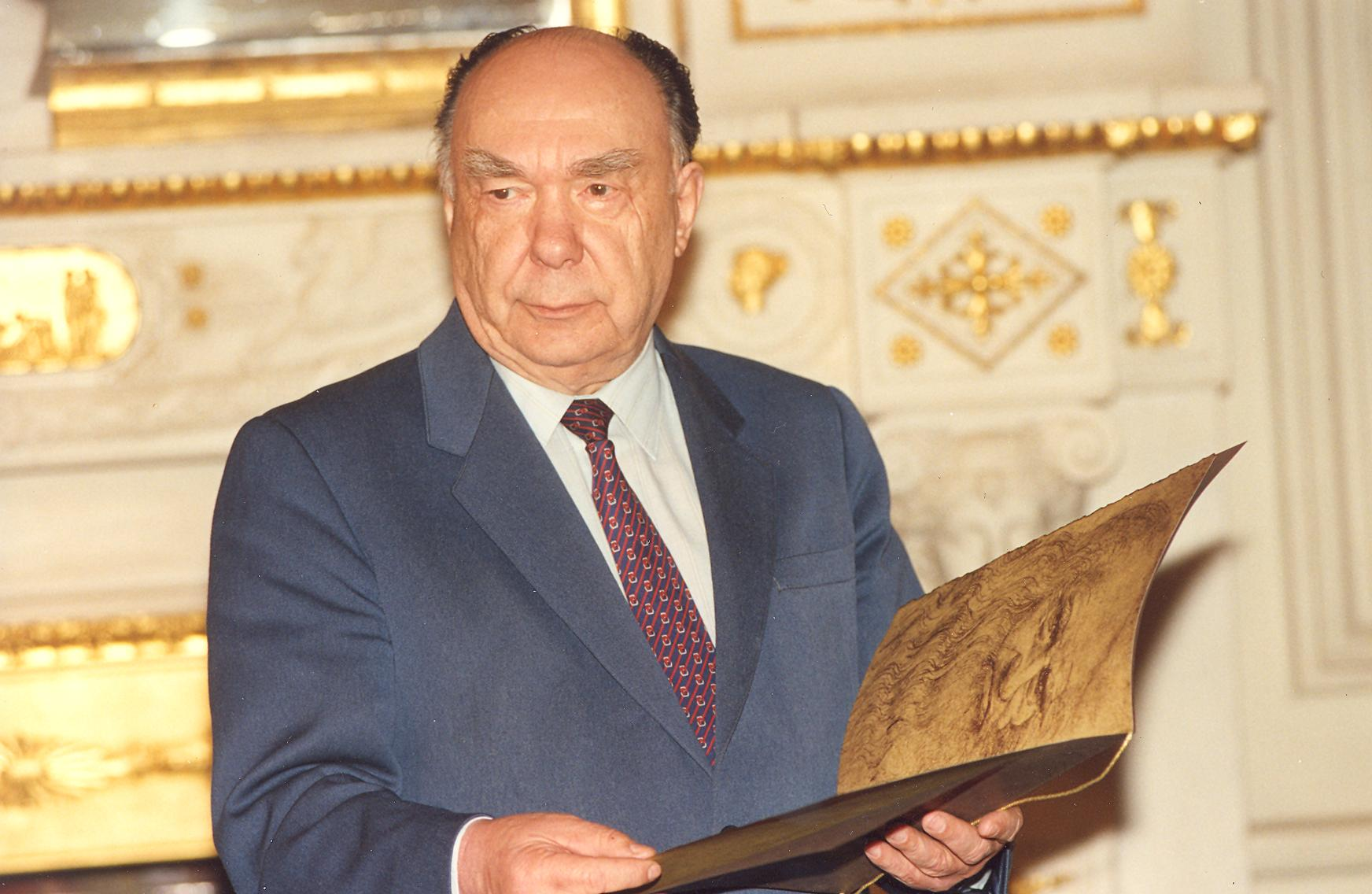
А. Н. Яковлев
Член Политбюро ЦК КПСС,
в 1942 году служил командиром взвода
в 6-й бригаде морской пехоты.

- три отдельных стрелковых батальона (в дальнейшем 4);
- отдельный артиллерийский дивизион
- отдельный миномётный дивизион (с октября 1941)
- отдельный истребительно-противотанковый дивизион
- отдельная пулемётная рота
- разведывательная рота
- 54-й отдельный батальон связи (с 28.10.1941 отдельная рота связи)
- сапёрная рота
- заградительная рота
- автотранспортная рота
- 8-я отдельная медико-санитарная рота.

## Командиры (период)
- Петров, Фёдор Ефимович, полковник (13.09.1941 — 04.11.1941, погиб)
- Киселёв, Павел Иванович, полковник (06.11.1941 — 03.12.1941)
- Синочкин, Дмитрий Александрович, полковник (03.12.1941 — 05.03.1942)
- Прытков, Иван Степанович, полковник (05.03.1942 — ??.08.1942)
- Катков, Моисей Яковлевич,  полковник (??.08.1942 — ??.05.1943)

## Известные люди, связанные с бригадой
- Яковлев, Александр Николаевич, в 1942 году старший лейтенант, командир взвода бригады, впоследствии известный публицист, академик РАН, российский, советский политический и общественный деятель, член и секретарь ЦК КПСС, член Политбюро ЦК КПСС.